# Rubén Landa Coronado
Rubén Landa y Coronado (1849-1923) fue un político, periodista y jurista español.

## Biografía
Nació en 1849 en Badajoz. Político y revolucionario, fue director de La Crónica de Badajoz (1882) y de La Región Extremeña (1890). Era sobrino de la escritora Carolina Coronado. Participó en la sublevación republicana de agosto de 1883 en Badajoz. Perteneciente al grupo político liderado por Nicolás Salmerón, a la muerte de este se retiró a Badajoz y abandonó la vida pública. Fue descrito por Hermenegildo Giner de los Ríos de la siguiente manera: «En política, republicano; en sociología, demócrata; en ideología, librepensador; en filosofía, krausista (...)». Fallecido en Badajoz en marzo de 1923, fue padre de la militante comunista Matilde Landa Vazy de la maestra y musicóloga Jacinta Landa Vaz.